# 2274 Ehrsson
2274 Ehrsson је астероид главног астероидног појаса чија средња удаљеност од Сунца износи 2,408 астрономских јединица (АЈ).
Апсолутна магнитуда астероида је 12,3.